# British Supersport Championship
Il British Supersport Championship o campionato britannico Supersport, è una serie di supporto del British Superbike Championship dove i piloti gareggiano con motociclette di cilindrata inferiore. Il campionato Supersport è strutturato con la formula di una o due gare per ogni evento della Superbike. Questa categoria è considerata come un valido trampolino di lancio per giovani talenti verso la classe Superbike nazionale o il Campionato mondiale Supersport. Piloti di chiara fama internazionale come Tom Sykes, Cal Crutchlow e Jonathan Rea hanno gareggiato nella British Supersport all'inizio delle loro carriere.
A partire dalla stagione 2018, è stata introdotta la British GP2, una sottoclasse di motociclette del tutto simili a quelle utilizzate nel campionato mondiale Moto2, che gareggiano in pista con le Supersport prendendo parte ad una classifica separata. In particolare le GP2 devono soddifare le seguenti caratteristiche:
| Caratteristiche                                                                        |
| -------------------------------------------------------------------------------------- |
| Telai utilizzati in precedenza nel mondiale Moto2 con motori Honda 600cc di cilindrata |
| Altri telai (telai Stock modificati)                                                   |
| Motori a quattro cilindri: da 400 a 600cc                                              |
| Motori a tre cilindri: da 600 a 675cc                                                  |

La British Supersport inoltre, grazie ad un accordo tra l'organizzatore locale MSVR e Dorna Sports, ha portato in pista, in via sperimentale a partire dal 2021 le cosiddette Supersport Next Generation: tali motociclette avrebbero poi debuttato nel mondiale a partire dal 2022.
Per quanto concerne le edizioni di questo campionato, il pilota ad essersi aggiudicato più volte il titolo è l'irlandese Jack Kennedy a quota cinque, di cui tre con Yamaha ed uno ciascuno con Kawasaki e Honda. Tra i piloti britannici Karl Harris è stato tre volte campione: due volte con Honda e una volta con Suzuki. Tra le case motociclistiche Honda ha portato un suo pilota al titolo nazionale per dodici volte. Nella categoria GP2 nessun pilota ha vinto il titolo più di una volta, mentre tra i costruttori Kalex ha primeggiato tre volte.

## Albo d'Oro
Per i dati qui raccolti dalla stagione 2002 in poi si veda il database di TSL: (EN) Database risultati dei campionati britannici, su tsl-timing.com, Timing Solution Ltd. URL consultato il 3 novembre 2024.

### Supersport

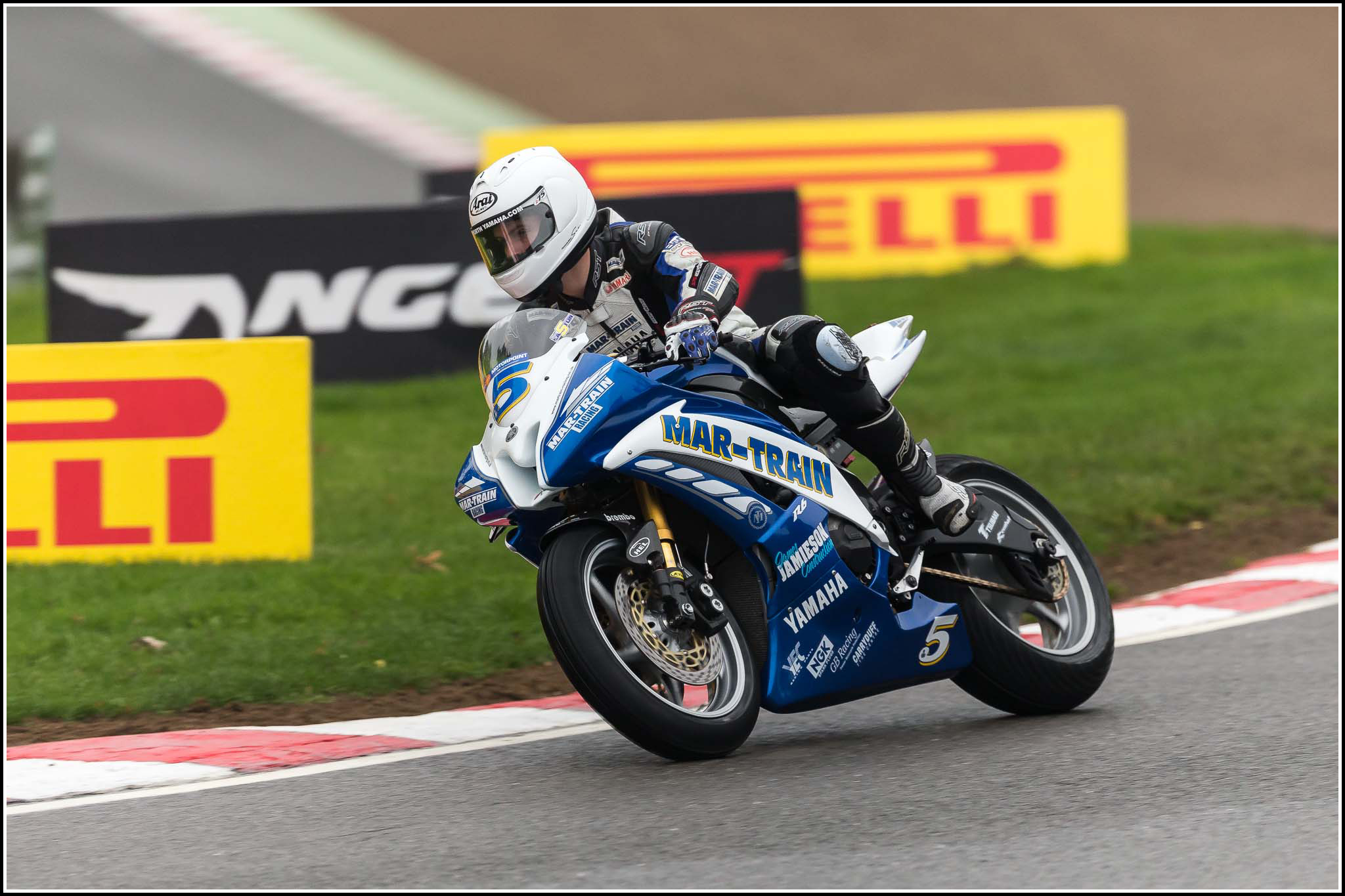
Il campione 2002 Stuart Easton qui in pista nel 2013, anno del secondo titolo, con una Yamaha YZF-R6.

Dove non indicata la nazionalità si intende pilota britannico.
| Anno | Categoria            | Pilota           | Moto     | Squadra                        | Punti  |
| ---- | -------------------- | ---------------- | -------- | ------------------------------ | ------ |
| 1989 | Supersport 600       | Paul Brookes     | Yamaha   |                                | 66     |
| 1990 | Supersport 600       | John Reynolds    | Kawasaki |                                | 41     |
| 1991 | Supersport 600       | Ian Simpson      | Yamaha   |                                | 85     |
| 1992 | Supersport 600       | Phil Borley      | Honda    |                                | 94     |
| 1993 | Supersport 600       | Jim Moodie       | Honda    |                                | 91     |
| 1994 | Supersport 600       | Ian Simpson      | Honda    |                                | 188    |
| 1995 | Supersport 600       | Mick Edwards     | Honda    |                                | 89     |
| 1996 | SuperCup Thunderbike | Dave Heal        | Honda    |                                | 117    |
| 1997 | Supersport 600       | Paul Brown       | Honda    |                                | 179    |
| 1998 | Supersport 600       | John Crawford    | Suzuki   |                                | 192    |
| 1999 | Supersport 600       | John Crawford    | Suzuki   |                                | 242    |
| 2000 | Supersport           | Jim Moodie       | Yamaha   |                                | [ 16 ] |
| 2001 | Supersport           | Karl Harris      | Suzuki   |                                | [ 16 ] |
| 2002 | Supersport           | Stuart Easton    | Ducati   | Monster Mob Ducati             | 244    |
| 2003 | Supersport           | Karl Harris      | Honda    | Honda Racing                   | 235    |
| 2004 | Supersport           | Karl Harris      | Honda    | HM Plant Honda Racing          | 232    |
| 2005 | Supersport           | Leon Camier      | Honda    | Padgetts Motorcycles           | 202    |
| 2006 | Supersport           | Cal Crutchlow    | Honda    | Northpoint Ekerold Honda       | 242    |
| 2007 | Supersport           | Michael Laverty  | Suzuki   | Relentless Suzuki by TAS       | 231    |
| 2008 | Supersport           | Glen Richards    | Triumph  | MAP Embassy Racing             | 240    |
| 2009 | Supersport           | Steve Plater     | Honda    | HM Plant Honda Racing          | 215    |
| 2010 | Supersport           | Sam Lowes        | Honda    | GNS Racing                     | 229    |
| 2011 | Supersport           | Alastair Seeley  | Suzuki   | Relentless Suzuki by TAS       | 450    |
| 2012 | Supersport           | Glen Richards    | Triumph  | Smiths Racing                  | 372    |
| 2013 | Supersport           | Stuart Easton    | Yamaha   | Mar-Train Racing               | 422    |
| 2014 | Supersport           | Billy McConnell  | Triumph  | Smiths Racing                  | 364    |
| 2015 | Supersport           | Luke Stapleford  | Triumph  | Profile Racing                 | 471    |
| 2016 | Supersport           | Tarran Mackenzie | Kawasaki | Stauff Connect Academy         | 363    |
| 2017 | Supersport           | Keith Farmer     | Yamaha   | Appleyard Macadam with Integro | 362    |
| 2018 | Supersport           | Jack Kennedy     | Yamaha   | Integro Yamaha                 | 491    |
| 2019 | Supersport           | Jack Kennedy     | Yamaha   | Integro Yamaha                 | 520    |
| 2020 | Supersport           | Rory Skinner     | Yamaha   | Tysers Yamaha                  | 270    |
| 2021 | Supersport           | Jack Kennedy     | Kawasaki | Bornemouth Kawasaki            | 372    |
| 2022 | Supersport           | Jack Kennedy     | Yamaha   | Mar-Train Racing               | 401    |
| 2023 | Supersport           | Benjamin Currie  | Ducati   | Oxford Products Racing Ducati  | 406    |
| 2024 | Supersport           | Jack Kennedy     | Honda    | Honda Racing UK                | 466    |

### GP2
Dove non indicata la nazionalità si intende pilota britannico.
| Anno | Pilota          | Moto            | Squadra                      | Punti |
| ---- | --------------- | --------------- | ---------------------------- | ----- |
| 2018 | Josh Owens      | Kalex           | R5 Racing                    | 450   |
| 2019 | Kyle Ryde       | Kalex           | Kovara Projects by R5 Racing | 486   |
| 2020 | Mason Law       | Spirit          | Spirit Moto Corsa            | 190   |
| 2021 | Charle Nesbitt  | Kalex           | RS Racing / Kovara Projects  | 490   |
| 2022 | Jack Scott      | One             | RS Racing / Kovara Projects  | 377   |
| 2023 | Cameron Frasers | Chassis Factory | Go Racing Developement / CFR | 513   |
| 2024 | Owen Jenner     | Krämer          | Krämer Racing                | 509   |